# Спряжені реакції
Спряжені реакції (рос. сопряженные реакции, англ. induced reactions) — паралельні хімічні реакції, що одночасно протікають у системі i мають хоч би один спільний реагент (актор), при тому одна зумовлює (індукує) або пришвидшує другу. Так напр., HI безпосередньо з H2CrO4 не реагує, однак, коли в систему додати FeO, то разом з окисненням FeO відбувається окиснення НІ.
6FeO + 2H2CrO4→ 3Fe2O2 + Cr2O3 + 2H2O
6HI + 2H2CrO4→ 3I2 + Cr2O3 + 5H2O